# Kay Williamson
Kay Williamson, właśc.  (ur. 26 stycznia 1935, zm. 3 stycznia 2005) – językoznawczyni, specjalistka w zakresie języków afrykańskich. Była czołowym autorytetem w dziedzinie języków ijo z południowo-wschodniej Nigerii.
Kształciła się w St Hilda’s College w Oksfordzie, gdzie w 1956 r. uzyskała bakalaureat z filologii angielskiej. W 1960 r. otrzymała na tejże uczelni magisterium. Doktoryzowała się w 1964 r. na Uniwersytecie Yale, gdzie przedstawiła rozprawę z dziedziny językoznawstwa, poświęconą dialektowi kolokuma języka ijo. Praca ta stanowiła jedną z pierwszych prób zastosowania transformacyjnej teorii gramatyki w odniesieniu do języka nieeuropejskiego.
Była zatrudniona na Uniwersytecie w Ibadanie. W 1972 r. objęła stanowisko profesora.

## Publikacje (wybór)
- A grammar of the Kolokuma dialect of Ịjọ (1965)
- Practical orthography in Nigeria (1984)
- The Benue-Congo languages and Ịjọ (1971)
- Small languages in primary education: the Rivers Readers Project as a case history (1979)
- Niger-Congo Overview (1989)
- Benue-Congo Overview (1989)